# Округ Роузбад (Монтана)
Роузбад (енгл. Rosebud County) је округ у америчкој савезној држави Монтана.

## Демографија
По попису из 2010. године број становника је 9.233, што је 150 (-1,6%) становника мање него 2000. године.
| Група             | 2000.         | 2010.         |
| Белци             | 5.959 (63,5%) | 5.556 (60,2%) |
| Афроамериканци    | 22 (0,2%)     | 25 (0,3%)     |
| Азијати           | 27 (0,3%)     | 42 (0,5%)     |
| Хиспаноамериканци | 219 (2,3%)    | 313 (3,4%)    |
| Укупно            | 9.383         | 9.233         |